# Suecia en los Juegos Olímpicos de Moscú 1980
Suecia estuvo representada en los Juegos Olímpicos de Moscú 1980 por un total de 145 deportistas que compitieron en 18 deportes.

## Medallistas
El equipo olímpico sueco obtuvo las siguientes medallas:
| Nombre                                                             | Deporte            | Competición                     |
| ------------------------------------------------------------------ | ------------------ | ------------------------------- |
| Oro                                                                |                    |                                 |
| Johan Harmenberg                                                   | Esgrima            | Espada ind. M                   |
| Bengt Baron                                                        | Natación           | 100 m espalda M                 |
| Pär Arvidsson                                                      | Natación           | 100 m mariposa M                |
| Plata                                                              |                    |                                 |
| Per Holmertz                                                       | Natación           | 100 m libre M                   |
| Agneta Eriksson Tina Gustafsson Carina Ljungdahl Agneta Mårtensson | Natación           | 4 × 100 m libre F               |
| Lars-Göran Carlsson                                                | Tiro               | Skeet M                         |
| Bronce                                                             |                    |                                 |
| Benni Ljungbeck                                                    | Lucha grecorromana | 57 kg M                         |
| Lars-Erik Skiöld                                                   | Lucha grecorromana | 68 kg M                         |
| Per Johansson                                                      | Natación           | 100 m libre M                   |
| George Horvath Svante Rasmuson Lennart Pettersson                  | Pentatlón moderno  | Equipo M                        |
| Sven Johansson                                                     | Tiro               | Rifle en tres posiciones 50 m M |
| Göran Marström Jörgen Ragnarsson                                   | Vela               | Tornado M                       |